# Ivana Karbanová
Ivana Karbanová (* 17. srpna 1944) je česká herečka.

## Filmografie
- 1966 Sedmikrásky (rež. Věra Chytilová) — Marie II (světlovláska)
- 1966 Mučedníci lásky (rež. Jan Němec)
- 1966 Flám (rež. Miroslav Hubáček) — dívka
- 1967 Svatba jako řemen (rež. Jiří Krejčík) — svatebčanka
- 1967 Zmluva s diablom (rež. Jozef Zachar) — Marcela
- 1967 Pension pro svobodné pány (rež. Jiří Krejčík) — slečna